# Résolution 1290 du Conseil de sécurité des Nations unies
Membres permanents
- Chine
- États-Unis
- France
- Royaume-Uni
- Russie

Membres non permanents
- Argentine
- Bangladesh
- Canada
- Jamaïque
- Malaisie
- Mali
- Namibie
- Pays-Bas
- Tunisie
- Ukraine

Résolution no 1289 Résolution no 1291
La Résolution 1290 est une résolution du Conseil de sécurité de l'ONU qui a été votée le 17 février 2000 et qui recommande à l'Assemblée générale d'admettre comme nouveau membre des Nations unies le pays suivant : les Tuvalu.

## Contexte historique
Le pays est admis à l'ONU le 5 septembre 2000,.

## Texte
- Résolution 1290 Sur fr.wikisource.org
- Résolution 1290 Sur en.wikisource.org